# Дедов Яр
Дедов Яр (укр. Дідів Яр) — село, Бодаквянский сельский совет, Лохвицкий район, Полтавская область, Украина.
Код КОАТУУ — 5322681102. Население по данным 1982 года составляло 10 человек.
Село ликвидировано в 2004 году .

## Географическое положение
Село Дедов Яр находится на левом берегу реки Буйлов Яр, выше по течению на расстоянии в 1,5 км расположено село Терновое, ниже по течению на расстоянии в 2,5 км расположено село Забодаква, на противоположном берегу — село Червоные Луки. По селу протекает пересыхающий ручей с запрудой.

## История
- 2005 — село ликвидировано [1].